# Jasmonaat
Jasmonaten vormen een groep plantenhormonen die een belangrijke regulerende functie hebben bij het afweersysteem en talrijke ontwikkelingsprocessen van de plant. Deze omvatten onder meer groei, senescentie en vruchtbaarheid. Ze zijn voornamelijk bekend door hun rol als alarmsignaal bij verwonding (bijvoorbeeld door herbivoren) of bij pathogeeninfecties. De  basisstructuur van de jasmonaten bestaat uit een cyclopentanonring, gesubstitueerd op plaatsen C-3 en C-7. 
De belangrijkste vertegenwoordiger van de jasmonaten is jasmijnzuur. Het stereo-isomeer (3R,7R)-jasmijnzuur is biologisch actief. Methyljasmonaat is de methylesther van jasmijnzuur. Doordat het vluchtig is kan het de verdedigingsmechanismen verderop in de plant en eventueel van naburige planten activeren. Jasmonaten komen echter ook voor in gisten en algen. Ook zijn ze genoemd als feromonen bij bepaalde nachtvlinders.